# Pregón pascual

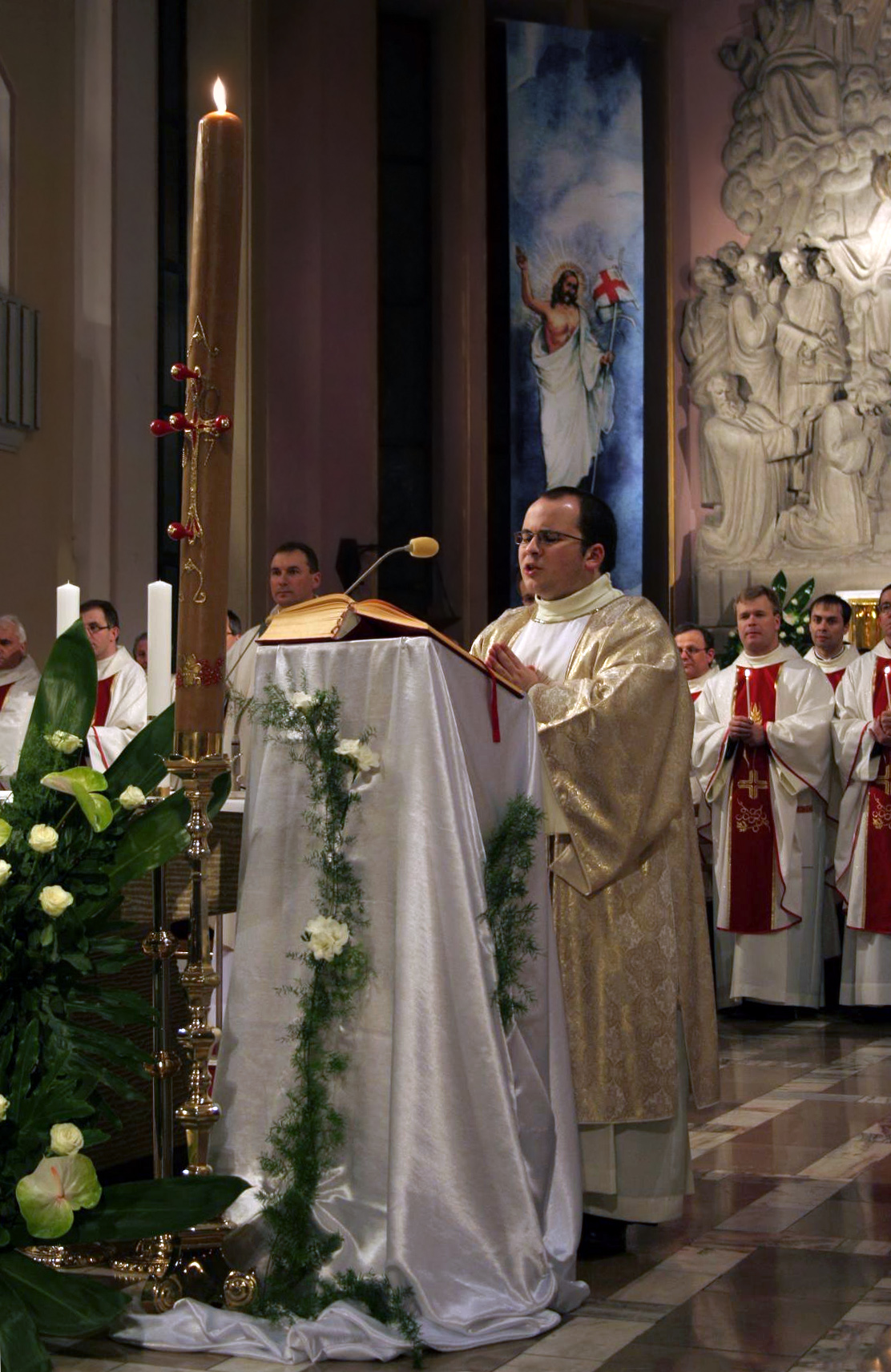
Un diácono cantando el pregón pascual.

El Pregón pascual (llamado también Exultet, por la primera palabra del texto en latín), es uno de los más antiguos himnos de la tradición litúrgica romana de la Iglesia católica. Existen testimonios de su existencia desde fines del siglo IV d. C.
Se canta integralmente la noche de Pascua en la Solemnidad de la Vigilia Pascual, por un diácono, por el propio sacerdote celebrante o por un cantor seglar, procurándose que quien sea que deba cantar el pregón tenga pericia para interpretar el género de canto litúrgico y lo haga con dignidad. Con este himno, el declamador invita a la Iglesia entera a exaltar y alegrarse por el cumplimiento del misterio pascual, recorriendo en el canto los prodigios cumplidos en la historia de la salvación.
Existen varias versiones y estilos para cantar el pregón. No obstante, la usual en el rito romano es la versión en canto gregoriano, con tono de prefacio.
También existe la versión del rito ambrosiano, compuesta presuntamente alrededor del siglo V-VI, incluso si se tienen solamente fuentes certeras solo del siglo XI.
El Exultet venía escrito sobre un largo rollo que llevaba el texto en un sentido y las imágenes en el sentido contrario, de modo que, mientras el diácono-cantante narraba el contenido y entonces corría el pergamino del púlpito, los fieles pudiesen seguir la historia mirando las ilustraciones.

## El Texto
Texto en latín

Exultet iam angelica turba caelorum:

exultent divina mysteria:

et pro tanti Regis victoria 
tuba insonet salutaris.

Gaudeat et tellus tantis irradiata fulgoribus:

et, aeterni Regis splendore illustrata,

totius orbis se sentiat amisisse caliginem.

Laetetur et mater Ecclesia,

tanti luminis adornata fulgoribus:

et magnis populorum vocibus haec aula resultet.

Quapropter astantes vos, fratres carissimi,

ad tam miram huius sancti luminis claritatem,

una mecum, quaeso,

Dei omnipotentis misericordiam invocate.

Ut, qui me non meis meritis

intra Levitarum numerum dignatus est aggregare,

luminis sui claritatem infundens,

cerei huius laudem implere perficiat.

Per Dominun nostrum Jesum Christum Filium suum, 

qui cum eo vivit et regnat in unitate Spiritus Sancti Deus

Per omnia saecula saeculorum. AMEN.

Vers. Dominus vobiscum.

Resp. Et cum spiritu tuo.

Vers. Sursum corda.

Resp. Habemus ad Dominum.

Vers. Gratias agamus Domino Deo nostro.

Resp. Dignum et iustum est.

Vere dignum et iustum est,

invisibilem Deum Patrem omnipotentem

Filiumque eius unigenitum,

Dominum nostrum Iesum Christum,

toto cordis ac mentis affectu et vocis ministerio personare.

Qui pro nobis aeterno Patri Adae debitum solvit,

et veteris piaculi cautionem pio cruore detersit.

Haec sunt enim festa paschalia,

in quibus verus ille Agnus occiditur,

cuius sanguine postes fidelium consecrantur.

Haec nox est,

in qua primum patres nostros, filios Israel

eductos de Aegypto,

Mare Rubrum sicco vestigio transire fecisti.

Haec igitur nox est,

quae peccatorum tenebras columnae illuminatione purgavit.

Haec nox est,

quae hodie per universum mundum in Christo credentes,

a vitiis saeculi et caligine peccatorum segregatos,

reddit gratiae, sociat sanctitati.

Haec nox est,

in qua, destructis vinculis mortis,

Christus ab inferis victor ascendit.

Nihil enim nobis nasci profuit,

nisi redimi profuisset.

O mira circa nos tuae pietatis dignatio!

O inaestimabilis dilectio caritatis:

ut servum redimeres, Filium tradidisti!

O certe necessarium Adae peccatum,

quod Christi morte deletum est!

O felix culpa,

quae talem ac tantum meruit habere Redemptorem!

O vere beata nox,

quae sola meruit scire tempus et horam,

in qua Christus ab inferis resurrexit!

Haec nox est, de qua scriptum est:

Et nox sicut dies illuminabitur:

et nox illuminatio mea in deliciis meis.

Huius igitur sanctificatio noctis fugat scelera, culpas lavat:

et reddit innocentiam lapsis

et maestis laetitiam.

Fugat odia, concordiam parat

et curvat imperia.

In huius igitur noctis gratia, suscipe, sancte Pater,

laudis huius sacrificium vespertinum,

quod tibi in haec cerei oblatione sollemni,

per ministrorum manus

de operibus apum, sacrosancta reddit Ecclesia.

Sed iam columnae huius praeconia novimus,

quam in honorem Dei rutilans ignis accendit.

Qui, licet sit divisus in partes,

mutuati tamen luminis detrimenta non novit.

Alitur enim liquantibus ceris,

quas in substantiam pretiosae huius lampadis

apis mater eduxit.

O vere beata nox,

in qua terrenis caelestia, humanis divina iunguntur!

Oramus ergo te, Domine,

ut cereus iste in honorem tui nominis consecratus,

ad noctis huius caliginem destruendam,

indeficiens perseveret.

Et in odorem suavitatis acceptus,

supernis luminaribus misceatur.

Flammas eius lucifer matutinus inveniat:

Ille, inquam, lucifer, qui nescit occasum:

Christus Filius tuus,

qui, regressus ab inferis, humano generi serenus illuxit,

et tecum vivit et regnat in saecula saeculorum.

Resp. Amen.
Texto en español

Exulten por fin los coros de los ángeles, 

Exulten las jerarquías del cielo, 
 
y por la victoria de rey tan poderoso 

que las trompetas anuncien la salvación. 

Goce también la tierra, inundada de tanta claridad, 

y que, radiante con el fulgor del Rey eterno, 

se sienta libre de la tiniebla, 

que cubría el orbe entero.

Alégrese también nuestra madre la Iglesia, 

revestida de luz tan brillante; 

resuene este templo 

con las aclamaciones del pueblo. 

Por eso, queridos hermanos, 

que asistís a la admirable claridad de esta luz santa, 

invocad conmigo la misericordia de Dios Omnipotente, 

para que aquel que, sin mérito mío,

me agregó al número de los Diáconos, 

completen mi alabanza a este cirio, 

infundiendo el resplandor de su luz.

El Señor esté con ustedes. 

Y con tu espíritu. 

Levantemos el corazón. 

Lo tenemos levantado hacia el Señor. 

Demos gracias al Señor, nuestro Dios. 

Es justo y necesario.

Realmente es justo y necesario 

aclamar con nuestras voces 

y con todo el afecto del corazón 

a Dios invisible, el Padre Todopoderoso, 

y a su único Hijo, Nuestro Señor Jesucristo. 

Porque Él ha pagado por nosotros al Eterno Padre 

la deuda de Adán 

y, derramando su Sangre, canceló el recibo, 

del antiguo pecado.

Porque éstas son las fiestas de Pascua 

en las que se inmola el verdadero Cordero, 

cuya Sangre consagra las puertas de los fieles. 

Esta es la noche en que sacaste de Egipto, 

a los israelitas, nuestros padres, 

y los hiciste pasar a pie el Mar Rojo. 

Esta es la noche en que la columna de fuego 

esclareció las tinieblas del pecado. 

Esta es la noche 

en la que por toda la tierra,
 
los que confiesan su fe en Cristo, 
son arrancados 

de los vicios del mundo  

y de la oscuridad del pecado, 

son restituidos a la gracia 

y son agregados a los santos. 

Esta es la noche en que, 

rotas las cadenas de la muerte, 

Cristo asciende victorioso del abismo. 

¿De qué nos serviría haber nacido 

si no hubiéramos sido rescatados? 

¡Qué asombroso beneficio de tu amor por nosotros! 

¡Qué incomparable ternura y caridad! 

¡Para rescatar al esclavo, entregaste al Hijo! 

Necesario fue el pecado de Adán, 

que ha sido borrado por la muerte de Cristo. 

¡Feliz la culpa que mereció tal Redentor! 

¡Qué noche tan dichosa! 

Sólo ella conoció el momento 

en que Cristo resucitó del abismo. 

Esta es la noche de que estaba escrito: 

«Será la noche clara como el día,
 
la noche iluminada por mi gozo.» 

Y así, esta noche santa 

ahuyenta los pecados, 

lava las culpas, 

devuelve la inocencia a los caídos, 

la alegría a los tristes, 

expulsa el odio, 

trae la concordia, 

doblega a los potentes. 

En esta noche de gracia, 

acepta, Padre Santo, 

el sacrificio vespertino de esta llama, 

que la Santa Iglesia te ofrece

en la solemne ofrenda de este cirio, 

obra de las abejas. 

Sabemos ya lo que anuncia esta columna de fuego, 

ardiendo en llama viva para gloria de Dios. 

Y aunque distribuye su luz, 

no mengua al repartirla, 

porque se alimenta de cera fundida, 

que elaboró la abeja fecunda 

para hacer esta lámpara preciosa. 

¡Qué noche tan dichosa 

en que se une el cielo con la tierra, 

lo humano con lo divino! 

Te rogamos, Señor, que este cirio, 

consagrado a tu nombre, 

para destruir la oscuridad de esta noche, 

arda sin apagarse 

y, aceptado como perfume, 

se asocie a las lumbreras del cielo. 

Que el lucero matutino lo encuentre ardiendo, 

Oh lucero que no conoce ocaso y es Cristo, 

tu Hijo resucitado, 

que volviendo del abismo, 

brilla sereno para el linaje humano, 

y vive y reina por los siglos de los siglos. 

Amén.